# Plestiodon tamdaoensis
Plestiodon tamdaoensis är en ödleart som beskrevs av  Bourret 1937. Plestiodon tamdaoensis ingår i släktet Plestiodon och familjen skinkar. Inga underarter finns listade i Catalogue of Life.